# Mut
Mut er en af det gamle Egyptens gudinder. Navnet betyder "mor", og hun afbildes ofte som et dyr, f.eks. en ko, en kat eller en kobraslange.
Hun var gift med Amon-Re og mor til Khonsu.
Hun vises ofte i menneskeskikkelse, med en gribbeham på hovedet.
Hun indgik desuden i den thebanske triade, og havde sit eget afsnit af Karnaktemplet
- Wikimedia Commons har flere filer relateret til Mut

| Mytologi | Spire Denne artikel om mytologi er en spire som bør udbygges. Du er velkommen til at hjælpe Wikipedia ved at udvide den. |